# Neus Sala
Neus Sala (Sant Llorenç d'Hortons, 3 de novembre de 1920 – Martorell, 16 de novembre de 2012), fou una artista catalana de l'art outsider o art brut.
Nascuda a Sant Llorenç d'Hortons, quan ella tenia dos any la familia es traslladà i s'establí a Martorell, on residí gairebé tota la seva vida. Marcada per les adversitats de mort i misèria que la guerra civil causà a la seva família, era una persona aficionada a les arts i a la música, de la que en feu alguns estudis. A Martorell va crear l'Agrupación Artística Benéfica Mari Nieves Sala des d'on es dedicava a promoure actuacions, recitals, concerts, etc.
És coneguda principalment pel conjunt d'obra que va anar creant i instal·lant tant a casa seva, a la carretera de Piera, de Martorell, com, posteriorment, també en el pis que va heredar del seu germà, a l'Avinguda Germans Martí, també de Martorell, que convertí en sengles "museus" íntims. Neus Català va anar pintant artísticament centenars d'envasos de plàstic, que convivien amb treballs tèxtils, mobles pintats i agrupacions d'objectes amb intenció col·leccionista i artística, de tal forma que les parets dels seus apartaments quedaren folrades amb elements seriats de tot tipus (bitllets de loteria, recordatoris de comunió, mapes, segells, postals dels reis d'orient, etc.).
A la seva mort va deixar els seus dos apartaments a l'Ajuntament de Martorell, per a ús social, quedant al descobert que aquests contenien una important col·lecció pròpia del denominat art marginal, outsider o art brut. Això donà peu a la creació d'una exhibició virtual (espaineussala), que permet navegar pels detalls del que fou l'interior dels habitatges- i una mostra física que tingué lloc a l'Espai Muxart, de Martorell. El seu univers pictòric s'ha considerat que té punts de trobada amb el d'Aloïse Corbaz, coneguda artista brut austríaca.